# Torfou, Essonne
Torfou là một xã ở tỉnh Essonne thuộc vùng Île-de-France miền bắc nước Pháp.
Theo điều tra dân số năm 1999, dân số xã này là 248 người. Ước tính dân số năm 2004 là 261.
Danh xưng cư dân địa phương Torfou trong tiếng Pháp là Torfoliens.